# Gewöhnlicher Krait
Der Gewöhnliche Krait (Bungarus caeruleus), auch als Indischer Krait bezeichnet, ist eine giftige Schlangenart aus der Familie der Giftnattern und zählt zur Gattung der Kraits. Bungarus caeruleus ist die Typusart der Gattung Bungarus und wurde wissenschaftlich erstmals im Jahre 1801 durch den deutschen Naturforscher Johann Gottlob Schneider beschrieben.

## Merkmale
Der Gewöhnliche Krait erreicht eine Länge von 100 bis 120 cm, selten über 150 cm. Der im Querschnitt dreieckig bis oval geformte Körper ist schlank, aber dennoch kräftig gebaut. Zur Rückenmitte hin läuft der Körper weniger spitz zu als bei anderen Bungarus-Arten. Der Kopf ist kurz, flach und setzt sich kaum vom Hals ab. Das mäßig große Auge weist eine runde Pupille auf. Die Lippenschilde sind weiß. Es sind sechs Unterlippenschilde (Scutum sublabiale) und sieben Oberlippenschilde (Scutum supralabiale) vorhanden. Der dritte und vierte Unterlippenschild stoßen an den Unterrand des Auges. Körperunterseits zeigen sich bei pakistanischen Populationen 202 bis 213 Bauchschilde (Scutum ventrale) und 40 bis 55 Unterschwanzschilde (Scutum subcaudale), bei indischen Populationen 194 bis 234 Bauchschilde und 42 bis 52 Unterschwanzschilde. Die Körperoberseite wird von 15 bis 17 Reihen glatter Schuppen bedeckt. Kopf und Körper weisen eine glänzend blau-schwarze Grundfärbung auf. Entlang des Körpers zeigen sich 40 bis 46 weiße Querbinden. Diese werden zum Schwanz hin deutlicher und können am Vorderkörper bei älteren Tieren verblassen. Die Bauchseite ist einfarbig weiß. Bei Jungtieren sind vor und hinter dem Auge je ein weißer Fleck erkennbar.
Wie alle Giftnattern besitzt Bungarus caeruleus zu Giftdrüsen umgebildete Speicheldrüsen, welche über einen Giftkanal mit im vorderen Oberkiefer befindlichen, nicht beweglichen Giftzähnen verbunden sind (proteroglyphe Zahnstellung).

## Toxikologie
Das Toxingemisch von Bungarus caeruleus weist vor allem neurotoxische Polypeptide auf, die zusammenfassend als Bungarotoxine (α-, β-, γ- und κ-Bungarotoxine) bezeichnet werden und ihre Wirkung im peripheren Nervensystems entfalten. α-Bungarotoxin (ein Drei-Finger-Toxin) hat hohe Affinität zu den postsynaptischen Acetylcholinrezeptoren der motorischen Endplatte und blockiert diese als Antagonist nahezu irreversibel. β-Bungarotoxine, eine Gruppe verschiedener Polypeptide mit Phospholipase-A2-Aktivität, wirken über eine präsynaptische Hemmung der Freisetzung von Acetylcholin in den synaptischen Spalt (motorische Endplatte). Die Wirkung tritt in Relation zu α- und κ-Bungarotoxinen zeitverzögert ein.
Mit einem Giftbiss können 8 bis 20 mg Gift (Trockengewicht) abgegeben werden. Unbehandelt verlaufen 70 bis 80 Prozent der Vergiftungsfälle tödlich. Nach einem Biss beim Menschen können unspezifische Allgemeinsymptome (z. B. Kopfschmerz, Übelkeit, Emesis, Abdominalschmerzen, Diarrhoe, Schwindel, Schock, Krämpfe) auftreten. Die Neurotoxine bewirken eine fortschreitende Lähmung, die sich anfänglich durch Ptosis bemerkbar macht und bis zur vollständigen Paralyse führen kann. Der Tod tritt durch Atemlähmung ein. Betroffene sind ggf. künstlich zu beatmen. Weiterhin stehen zur Therapie wirksame Antivenine zur Verfügung.

## Lebensweise
Der Gewöhnliche Krait führt eine nachtaktive Lebensweise, besonders in feuchten und niederschlagsreichen Nächten geht er aktiv auf Nahrungssuche. Zum Beutespektrum der Art zählen in erster Linie andere Schlangen. Gelegentlich werden Echsen, Amphibien und Knochenfische oder kleine Säugetiere gefressen. Die Fortpflanzung erfolgt durch Oviparie, die Art ist also eierlegend. Das Gelege umfasst 6 bis 10 Eier. Die Jungschlangen messen beim Schlupf 26 bis 28 cm.

## Lebensraum
Bungarus caeruleus kommt in Höhen von bis zu 1800 m über dem Meeresspiegel vor. Die besiedelten Lebensräume sind Wälder, Dickichte, Felder und offene Ebenen. Die jeweiligen Biotope sind zumeist feucht und zeichnen sich durch Gewässernähe aus. Als Verstecke dienen beispielsweise Baumwurzeln, Totholz, Erdlöcher oder Termitenhügel. Bungarus caeruleus ist eine häufig anzutreffende Schlangenart, die die Nähe zum Menschen nicht scheut. Gelegentlich dringt sie in menschliche Behausungen ein.

## Verbreitungsgebiet
Das Verbreitungsgebiet erstreckt sich über Afghanistan, Pakistan, Indien, Sri Lanka, Bangladesch und Nepal.